# Болле, Леон
Леон Болле́ фр. Léon Bollée; 1 апреля 1870 — 16 декабря 1913) — французский промышленник и изобретатель.

## Семья

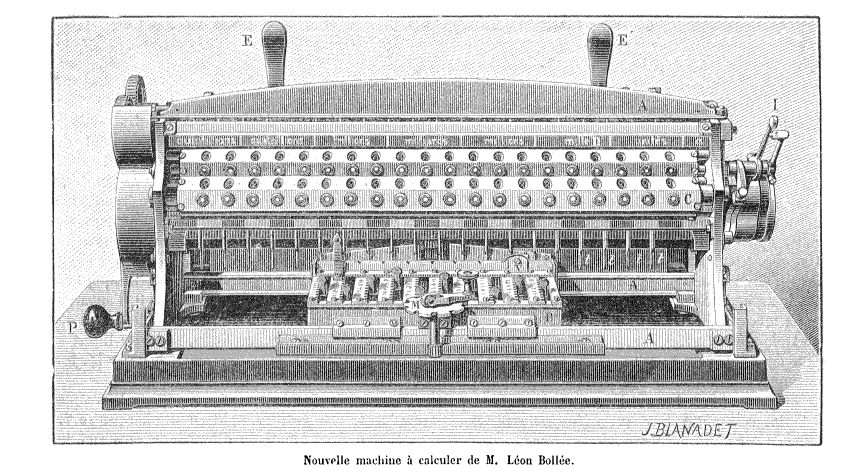
Арифмометр конструкции Болле

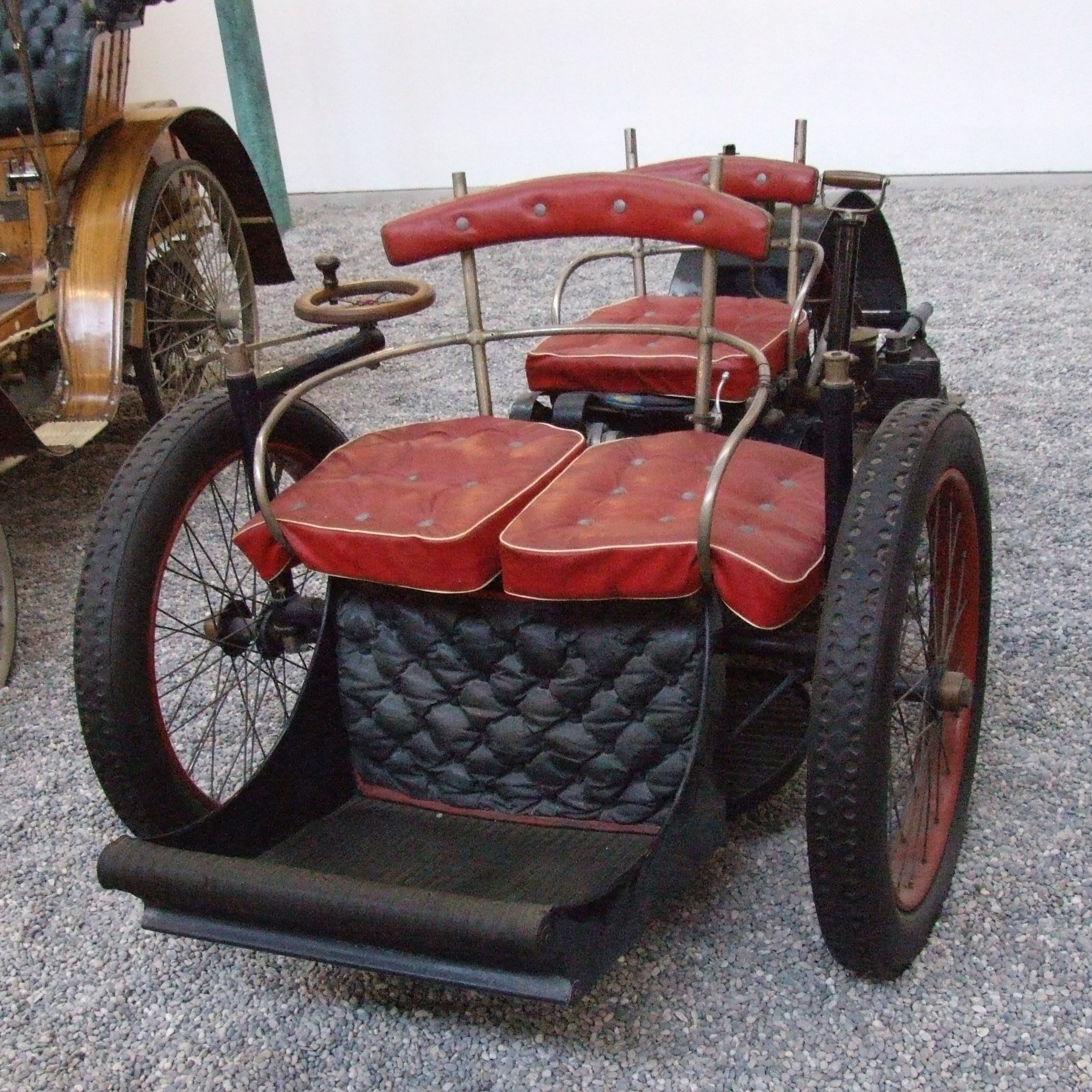
Трицикл Болле

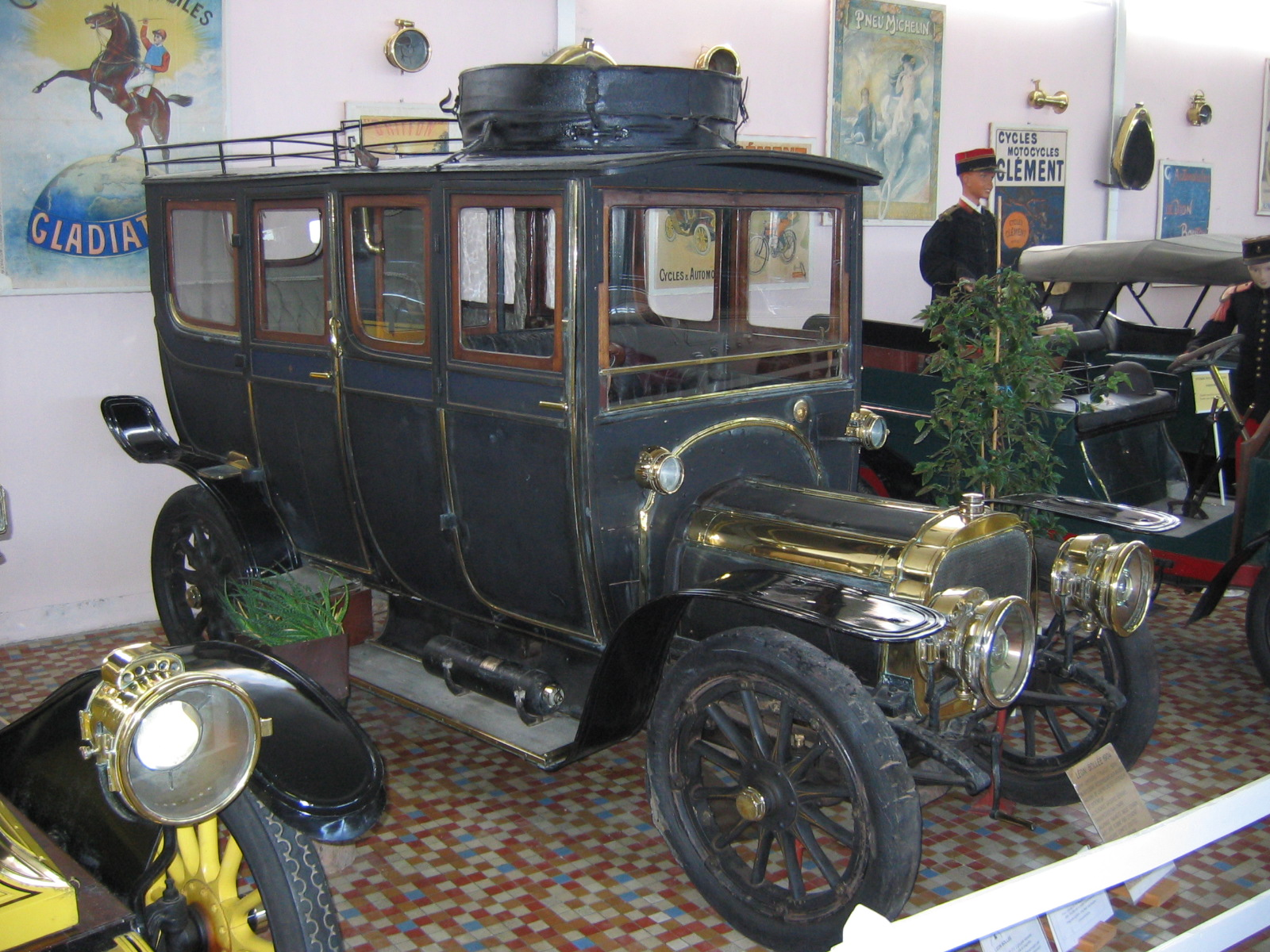
Автомобиль конструкции Болле, 1904

Семья Болле традиционно занималась литьем колоколов. Отец Леона, Амаде Болле (1844—1917) получил известность как создатель паровых автомобилей. Производством автомобилей занимался и старший брат Леона — Амаде-Эрнст-Мари Болле (1867—1926).

## Автомобили
Леон участвовал в работе отца над паровым автомобилем La Nouvelle, который они выставили на гонки Париж-Бордо-Париж (1895). Одновременно работал над автомобилем с двигателем внутреннего сгорания; в 1896 году принял участие в автогонках Париж-Марсель-Париж.
В 1895 основал компанию Léon Bollée Automobiles в г. Ле-Ман. В 1896 начал производство трехколесного автомобиля собственной конструкции (на илл.). В 1897 году автомобиль участвовал в гонках Париж-Дьепп (1897) и Париж-Трувиль; в обеих гонках машины Болле заняли первые места со скоростями 39 км/час и 45 км/час, соответственно.
В 1903 Болле начал производство полноразмерных автомобилей (на илл.), вскоре получивших известность благодаря высокому качеству.

## Авиация

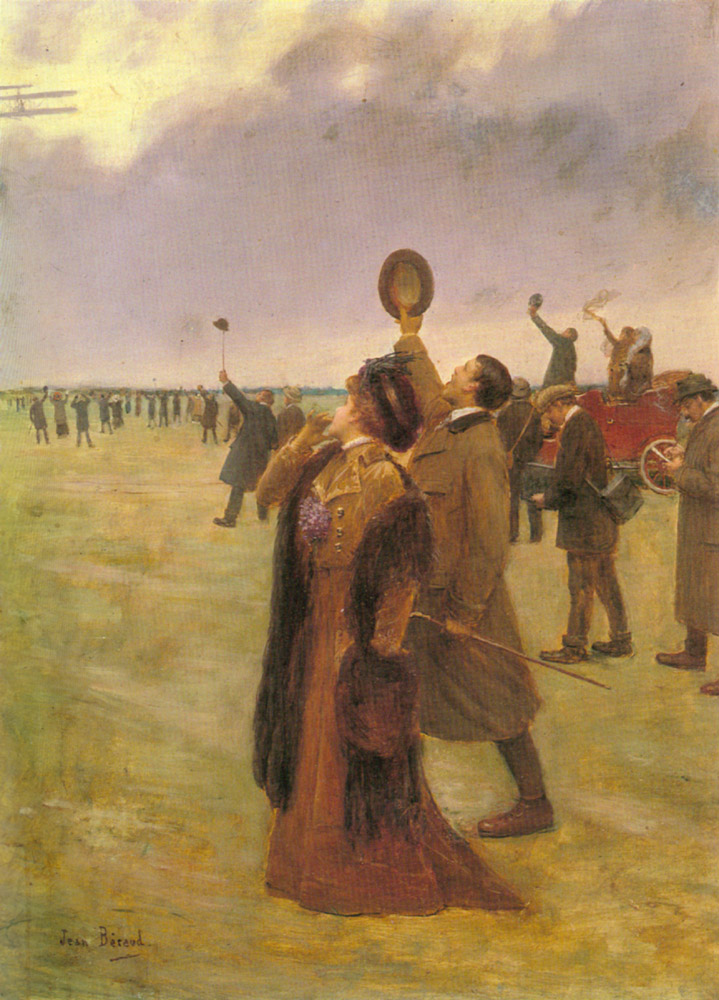
Полет Wright Flyer на картине Ж.Беро

С первых шагов развития авиации Леон проявил интерес к новой технике. Узнав о том что братья Райт планируют показательные полеты во Франции, пригласил их в Ле-Ман и предложил свой автозавод в качестве ремонтной базы. Братья приняли предложение и первые показательные полеты «Флаеров» прошли в Ле-Мане (на илл.).
Интерес к авиации сыграл роковую роль в судьбе Леона. В 1911 г. от попал в аварию и получил травмы, от которых не смог оправиться и скончался в 1913 г.

## Судьба компании
Вдова Болле продолжала вести дело до 1922 года, когда компания была куплена Morris Motors и переименована в Morris-Léon Bollée. В 1931 г. Моррис продал компанию группе инвесторов. Под именем Societé Nouvelle Léon Bollée компания продолжала работу до 1933.